# Kostner (ligne bleue du métro de Chicago)
Pour les articles homonymes, voir Kostner.
Ne doit pas être confondu avec Kostner (ligne rose du métro de Chicago).
Kostner  est une ancienne station de la ligne bleue sur la Congress Branch du métro de Chicago.

## Histoire
Lors de l'ouverture de la Congress Branch, aucune station n'était prévue au niveau de Kostner, c'est la seule station du tronçon à avoir été ouverte après les autres. Ceci explique aussi que sa taille est plus modeste que ses consœurs.
En 1973, vu sa faible fréquentation, la Chicago Transit Authority ferme Kostner de manière temporaire et même si, aujourd'hui, la structure reste clairement visible sur le réseau, elle ne fut jamais rouverte.
| Kostner |                    |       |                  |          |
| Départ  | Station précédente | Ligne | Station suivante | Terminus |
|         | Cicero             | █     | Pulaski          |          |